# Postępująca dysplazja pseudoreumatoidalna
Postępująca dysplazja pseudoreumatoidalna (ang. progressive pseudorheumatoid dysplasia) – rzadka choroba genetyczna z grupy dysplazji kostnych, przypominająca obrazem klinicznym reumatoidalne zapalenie stawów. Przynajmniej w części przypadków wiąże się z mutacjami w genie WISP3.
Chorobę opisał Spranger i wsp. w 1983 roku.